# 자코모 레오파르디
자코모 레오파르디(이탈리아어: Giacomo Leopardi, 1798년 ~ 1837년)는 이탈리아의 시인이다. 마르케주의 레카나티의 귀족 가문에서 태어났다. 소년 시대부터 부친의 도서관에 틀어박혀 17세가 되기까지 독학으로 그리스어, 라틴어, 헤브라이어, 영어, 프랑스어를 완전히 이해하였으나 이런 무리한 면학이 화가 되어 39세로 죽는 날까지 병마에 시달렸다. 처녀작은 18세 때에 쓴 <죽음에 이르는 찬가>이며, 이에 이어 <시가집>(raccolta di poesie) 중에 수록되어 있는 애국시가 있다. 그 후 우주·자연·추억을 읊은 것이 있으며 1828-1830년은 그의 시인으로서의 성숙기로서 걸작이 많다. 철학적인 칸초네는 시작활동의 전 시기에 걸쳐 볼 수 있으며 1833년-35년에 쓴 연애시가 있고 죽기 직전에 쓴 <그런 연고로>와 <달은 기운다> 등이 있다. 레오파르디는 특히 인간의 고뇌를 절감한 시인이었다. 그에 의하면 인간은 자연으로부터 가정이라는 희귀한 선물을 받았으나 인간에게는 이성이 있어 이것이 인간의 행복을 파괴하는 것이라고 생각하였다. 레오파르디에게는 자연과 인간 정신과의 대립은 미해결인 채 숙제로 남는다. 시작(le opere del poeta) 외에 <윤리적 소작품>과 <지발도네>가 중요하다.

## 시가집
41편의 시가 수록되어 있는데 그 대부분이 레오파르디 형(forma)의 칸초네라고 불릴 수 있는 것으로 행수(numero di righe)·배열(organizzare)·각운(storto) 등 여러 가지 점에서 자유로운 구성을 갖는 구절로 되어 있다. 이 형태의 시는 레오파르디가 공상과 반성(riflettere)을 자유로이 표현하는 데 도움이 되었다. <시가집> 속의 시는 각기 개성이 있으나, 시인으로서의 성장과도 관련하여 몇 개의 그룹으로 나눌 수 있다. 첫째로 이탈리아의 가련한 현상을 슬퍼하는 애국시 <이탈리아를 생각하며>와 <단테의 비(assistente)에 붙여>의 2편이 있다. 시는 미숙하나 청년다운 정열이 넘쳐 흐르고 있다. 이어 제1기 목가시(poesia idilliatica)로 그는 자연을 노래한다. 자연은 인간을 사랑하고 있는 것 같으나 실은 미워하고 있다고 표현하고 있다. 특히 <무궁>(infinito)과 <축제일의 저녁>이 뛰어난 작품이다. 다음에 제2기 목가시로 시인은 자연을 노래하나 추억이 가미되며, 특히 소년기의 추억을 노래한 것이 훌륭하다. <추억> <고독한 참새> 등은 새로운 의미에서 그의 기억 속에 되살아난 것들이다.